# Linea Yamaman Yūkarigaoka
La linea Yamaman Yūkarigaoka (山万ユーカリが丘線?, Yamaman Yūkarigaoka-sen) è un breve people mover automatico in servizio nella città di Sakura, nella prefettura di Chiba in Giappone. La linea segue la forma di una racchetta, e i treni circolano in senso antiorario lungo la parte in curva del percorso.

## Fermate
| Stazione     | Giapponese   | Collegamenti            |
| ------------ | ------------ | ----------------------- |
| Yūkarigaoka  | ユーカリが丘 | Linea principale Keisei |
| Chiku Center | 地区センター |                         |
| Kōen         | 公園         |                         |
| Joshidai     | 女子大       |                         |
| Chūgakkō     | 中学校       |                         |
| Ino          | 井野         |                         |
| Kōen         | 公園         |                         |
| Chiku Center | 地区センター |                         |
| Yūkarigaoka  | ユーカリが丘 | Linea principale Keisei |